# Amália Rodrigues
Amália da Piedade Rebordão Rodrigues, coneguda com a Amália Rodrigues (Lisboa, 23 de juliol del 1920 - 6 d'octubre del 1999), va ser una fadista, cantant i actriu portuguesa, considerada l'exemple màxim del fado. Està sepultada al Panteó Nacional, entre els portuguesos il·lustres.
És coneguda com a la reina del fado i, en conseqüència, pel simbolisme que aquest gènere musical té en la cultura portuguesa, va ser considerada per molts com una de les millors ambaixadores del país. Apareixia en programes de televisió d'arreu, en què no solament cantava fados i altres cançons de tradició popular portuguesa, sinó també música d'altres orígens (per exemple, música espanyola).

## Biografia

### Infantesa
Amália da Piedade Rodrigues, filla d'un músic sabater que, per mantenir els quatre fills i la muller, va provar sort a Lisboa, va néixer, segons el registre, a les cinc hores del 23 de juliol del 1920 al carrer de Martim Vaz, al barri de Pena. Amália pretenia, però, que l'aniversari se celebrés l'1 de juliol ("al temps de les cireres"), i deia: potser era en aquell moment del mes quan hi havia diners per a comprar-me els regals. Catorze mesos després, el pare, en no trobar feina, torna amb la família a Fundão. Amália resta amb els avis a Lisboa.
La seva faceta de cantant aviat es va revelar. Amália era molt tímida, però va començar a cantar per a l'avi i per als veïns, que li ho demanaven. En la infantesa i joventut, cantussejava tangos de Carlos Gardel i cançons populars que sentia i que li demanaven.
Quan Amália tenia 9 anys, l'àvia, analfabeta, la va enviar a l'escola, que tant li agradava freqüentar. Amb tot, als 12 anys, va haver d'interrompre l'escolaritat, com era freqüent a les cases pobres. Va triar aleshores l'ofici de brodadora, però molt aviat el va canviar per anar a embolicar pastissos.
Als 14 anys, va decidir anar a viure amb els pares, que mentrestant havien tornat a Lisboa. Però la vida no era tan bona com a cals avis. Amália havia d'ajudar la mare i suportar el germà gran, autoritari.
Als 15 anys, va anar a vendre fruita a la zona del Cais da Rocha, i es feu notar pel seu especialíssim timbre de veu. Va formar part de la Marcha Popular de Alcântara (a les festes de Sant Antoni de Lisboa) del 1936. L'assajador de la Marcha va insistir perquè Amália s'inscrigués en una prova de descobriment de talents, anomenada Concurso da Primavera, en què es disputava el títol de rainha do fado. Amália acabaria per no participar-hi, perquè totes les altres concursants refusaven competir amb ella.
Va conèixer aleshores el seu futur marit, Francisco da Cruz, un guitarrista aficionat, amb qui es va casar el 1940. Un assistent la va recomanar a la casa de fados més famosa de llavors, el Retiro da Severa, però Amália va refusar aquella invitació ajornant-ne la resposta, i només va ser el 1939 quan hi va anar a cantar.

### Una carrera que comença
Va assolir un èxit important al Retiro da Severa, on es va estrenar professionalment, i va esdevenir la vedet del fado amb una rapidesa notable. Va passar a actuar també al Solar da Alegria i al Café Luso. Era el nom més conegut de tots els cantants de fado. Feia que per on actuava les localitats s'exhaurissin, i el preu de les entrades augmentava. En pocs mesos, va arribar a tal reconeixement i popularitat que la seva tarifa era la més gran fins aleshores pagada a una fadista.
Es va estrenar en el teatre de revista el 1940, com a atracció de la peça Ora Vai Tu, al Teatro Maria Vitória. Al teatre, conegué Frederico Valério, compositor de molts dels seus fados.
El 1943, es va divorciar per la seva voluntat. Aleshores va esdevenir independent. Aquell mateix any, va actuar per primera vegada fora de Portugal. Convidada per l'ambaixador Pedro Teotónio Pereira, va cantar a Madrid.
El 1944, va aconseguir un paper preeminent al costat d'Hermínia Silva, en l'opereta Rosa Cantadeira, en què va interpretar el fado do ciúme, de Frederico Valério. Al setembre, va arribar a Rio de Janeiro acompanyada pel mestre Fernando de Freitas per actuar al Casino Copacabana. Als 24 anys, Amália tenia ja un espectacle concebut exclusivament per a ella. La recepció va ser de tal forma entusiàstica que el seu contracte inicial de 4 setmanes es va perllongar per 4 mesos. Va ser convidada a repetir la gira, acompanyada per ballarins i músics.
Va ser a Rio de Janeiro on Frederico Valério va compondre un dels més famosos fados de tots els temps: Ai Mouraria, estrenat al Teatro República. Amália va gravar discos, venuts en diversos països, la qual cosa va motivar un gran interès de les companyies de Hollywood.
El 1947, es va estrenar en el cinema amb la pel·lícula Capas negras, la més vista a Portugal fins aleshores, i romangué 22 setmanes en exhibició. Una segona pel·lícula, del mateix any, va ser Fado, história de uma cantadeira.
Amália va ser recolzada per artistes nacionalistes com Almada Negreiros i António Ferro. Aquest la va invitar per primera vegada a cantar a París, al Chez Carrère, i a Londres, al Ritz, en festes del departament de Turisme que ell mateix organitzava.
La internacionalització d'Amália va augmentar amb la participació, el 1950, en els espectacles del pla Marshall, el pla de "suport" dels EUA a l'Europa de la postguerra, en què van participar els artistes més importants de cada país. L'èxit es va repetir per Trieste, Berna, París i Dublín (on va cantar Coimbra, que, atentament escoltada per la cantant francesa Yvette Giraud, va ser popularitzada per ella en tot el món com a Avril au Portugal). A Roma, Amália va actuar al Teatro Argentina, i fou l'única artista lleugera en un espectacle en què figuraren els cantants més famosos de música clàssica. Al Brasil 1950 junt amb José Mojica i el percussionista cubà Pedro Díaz Jaime actuà en la inauguració de la televisió de São Paulo.
Va cantar arreu del món. Va passar pels Estats Units, on va cantar per primera vegada en la televisió (en l'NBC), en el programa d'Eddie Fisher patrocinat per Coca-Cola, que va haver de beure i no li va agradar. Va gravar discos de fado i de flamenc. La van convidar a restar-hi, però no ho va voler.
Amália va donar al fado un fulgor nou. Va cantar el repertori tradicional d'una manera diferent, sincretitzant el que era rural i urbà.
Va cantar els grans poetes de la llengua portuguesa (Camões, Bocage), a més d'altres que van escriure per a ella (Pedro Homem de Mello, David Mourão Ferreira, Ary dos Santos, Manuel Alegre i O'Neill). També va conèixer Alain Oulman, que li va compondre diverses cançons.
El seu fado de Peniche va ser prohibit per ser considerat un himne als qui estaven presos a Peniche; Amália va escollir també un poema de Pedro Homem de Mello, Povo que lavas no rio, que va guanyar una dimensió política.
El 1966, va tornar als Estats Units. En aquell moment, el seu amic Oulman va ser empresonat per la PIDE. Amália va donar tot el seu suport a l'amic i va fer tots els possibles perquè fos alliberat i portat a la frontera.
El 1969, Amália va ser condecorada pel nou president del consell, Marcelo Caetano, en l'Exposició Mundial de Brussel·les abans d'iniciar una gran gira a la Unió Soviètica.
El 1971, va trobar finalment Manuel Alegre, exiliat a París.

## Amália després del 25 d'abril del 1974
Amb l'arribada de la democràcia, se li van retre grans homenatges. Va ser condecorada amb el grau d'oficial de l'orde de l'Infant Enric per l'aleshores president de la República portuguesa, Mário Soares. Alhora, va passar destrets financers que la van obligar a desfer-se de part del seu patrimoni.
El 1990, a França, després de l'orde de les Arts i les Lletres, va rebre, ara de mans del president Mitterrand, la Légion d'Honneur.
Al llarg dels anys que passen, veu desaparèixer el seu compositor Alain Oulman, el seu poeta David Mourão-Ferreira i el seu marit, César Seabra, amb qui era casada feia 36 anys.
El 1997, va ser editat per Valentim de Carvalho el seu últim àlbum amb gravacions inèdites d'entre 1965 i 1975 (Segredo). Amália va publicar un llibre de poemes (Versos). Se li va fer un homenatge nacional en la Fira Mundial de Lisboa (Expo 98).
El 6 d'octubre del 1999, Amália Rodrigues va morir amb 79 anys, poc després de tornar de la casa de vacances que tenia al litoral de l'Alentejo. Al seu funeral, centenars de milers de lisboetes surten al carrer per retre-li l'últim homenatge.
Aleshores, es va saber que Amália, vista per molts com una de les efes de la dictadura ("Fado, Fátima i Futbol"), havia col·laborat econòmicament amb el Partit Comunista Portuguès quan aquest era clandestí. Sepultada al cementiri dos Prazeres, el seu cos va ser posteriorment traslladat al Panteó Nacional, a Lisboa (després de pressions d'admiradors seus i d'una modificació de la llei que exigia un mínim de quatre anys abans del trasllat), on reposen les personalitats considerades exponents màxims de nacionalitat.
Amália Rodrigues va representar Portugal arreu del món, de Lisboa a Rio Janeiro, de Nova York a Roma, de Tòquio a la Unió Soviètica, de Mèxic a Londres, de Madrid a París (on va actuar tantes vegades al prestigiosíssim Olympia).
Va propagar la cultura portuguesa, la llengua portuguesa i el fado.

## Discografia
- Perseguição (1945)
- Tendinha (1945)
- Fado do Ciúme (1945)
- Ai Mouraria (1945)
- Maria da Cruz (1945)
- Ai Mouraria 1951/52
- Sabe-se Lá 1951/52
- Novo Fado da Severa (1953)
- Uma Casa Portuguesa (1953)
- Primavera (1954)
- Tudo Isto é Fado (1955)
- Foi Deus (1956)
- Amália no Olympia (1957)
- Povo que Lavas no Rio (1963)
- Estranha Forma de Vida (1964)
- Amália Canta Luís de Camões (1965)
- Formiga Bossa Nossa (1969)
- Amália e Vinicius (1970)
- Com que Voz (1970)
- Fado Português (1970)
- Oiça Lá ó Senhor Vinho (1971)
- Amália no Japão (1971)
- Cheira a Lisboa (1972)
- Encontro, amb Don Byas (1972)
- Amália no Canecão (1976)
- Cantigas da Boa Gente (1976)
- Lágrima (1983)
- Amália na Broadway (1984)
- O Melhor de Amália - Estranha Forma de Vida (1985)
- O Melhor de Amália volume 2 - Tudo Isto é Fado (1985)
- Obsessão (1990)
- Abbey Road 1952 (1992)
- Segredo (1997)
- Il Recital di Maria Carta e Amalia Rodriguez 2012 amb Maria Carta (àlbum en viu)

## D'altres
Bruno de Almeida va fer quatre pel·lícules sobre Amália: Amália, Live in New York City (una pel·lícula concert del 1990 d'un espectacle a Nova York en el Town Hall - ajuntament de la ciutat), Amália - uma estranha forma de vida (un documental de cinc hores, en format de sèrie), Amália - Expo'98 (d'un dia dedicat a Amália Rodrigues, amb ocasió de l'Exposició Mundial del 1998 a (Portugal), i A arte de Amália (documental de 90 minuts, pensat per a un públic internacional, que es va estrenar al Cinema Quad, a Nova York, al desembre del 2000.